# Herasto Reyes
Herasto Marcial Reyes Barahona (Vallerriquito, Las Tablas, 10 de octubre de 1952 - Panamá, 27 de octubre de 2005) fue un periodista, escritor y activista político panameño.

## Biografía
Es el primero de cuatro hijos, del matrimonio formado por Fermín Reyes y Pastora Barahona, ambos dedicados a las labores del campo. Su infancia y estudios primarios transcurren en el pequeño poblado de Vallerriquito donde nació, para que pudiese continuar con su educación, sus padres deciden enviarlo a la ciudad de Las Tablas municipio capital de la provincia de Los Santos donde cursa sus estudios secundarios y se gradúa como Bachiller en Ciencias del Colegio Manuel María Tejada Roca de esta ciudad. Durante su época como estudiante en dicho colegio se destaca en actividades culturales como el teatro y la literatura.Una vez culminada su educación media ingresa a la Universidad de Panamá en donde cursará estudios de periodismo, a la par que desarrolla actividades de voluntariado y trabajo social en las comunidades de la sierra panameña.
Para 1974 viaja becado a Iguazú, Argentina en donde asiste a un taller de trabajo social, en este viaje conocerá a María del Pilar Moreno (Trabajadora Social, nacida en Uruapan, Michoacán, México) y con quién contraerá matrimonio unos meses después, de está unión nacerán dos hijos Juan Camilo Reyes Moreno (Panamá, 18 de marzo de 1975) y Tania María Reyes Moreno (Panamá, 4 de enero de 1977).
En 1975 fue miembro del equipo fundador de la Liga Trotskista Socialista Revolucionaria (LSR) que luego se convertiría en el Partido Socialista de los Trabajadores (PST).Contribuyó en la dirección y edición de los órganos informativos del partido, de esta forma dirigió en varias ocasiones los periódicos, La Revolución Socialista, La verdad socialista y Voz Independiente; además coordinó diversos programas de radio. Durante 1977 participó activamente en la lucha contra la firma de los Tratados Torrijos-Carter, exigiendo la salida inmediata de las tropas norteamericanas acantonadas en las riberas del Canal de Panamá, Reyes siempre mantuvo una posición firme en este aspecto, de igual forma fue un duro crítico de la dictadura militar en Latinoamérica y en Panamá donde luchó contra los gobiernos de facto de Omar Torrijos, Rubén Darío Paredes y Manuel Antonio Noriega.
Entre 1980 y 1987 fungió como director del Centro de Comunicación Popular (CECOP) y en 1983 gana el Premio Ricardo Miró en la sección de cuento con su libro Cuentos de la Vida, premio que valora a los máximos exponentes de la literatura panameña.
El 15 de junio de 1987 ingresa al equipo del Diario La Prensa (con el que había venido colaborando de forma periódica desde 1985) inicialmente se integra como redactor en la sección Revista, tocando temas culturales, siempre con un profundo contenido social, destacan de esta época sus columnas Así es la vida de... y Caminos Cotidianos, su labor periodística se ve interrumpida por el abrupto cierre de este medio, por parte de las Fuerzas de Defensa de Panamá el 26 de junio de este año. Durante este periodo la lucha de Herasto y sus compañeros del Diario La Prensa por la reapertura del medio y el derecho a la libertad de informar fue férrea e inclaudicable, el Diario es abierto el 20 de enero de 1988 y vuelve a ser clausurado un mes después, el cierre se posterga hasta el 25 de diciembre de 1989.
Durante 1988 producto de las presiones ejercidas por parte del gobierno de facto de Manuel Antonio Noriega, a quienes se le oponían, Herasto Reyes debe abandonar el País y autoexiliarse por un periodo de casi medio año en Honduras y Costa Rica, hasta garantizar que su integridad no estaba en peligro.
En diciembre de 1989 se presentan cambios importantes en el país fruto de la invasión de Panamá por parte del ejército de los Estados Unidos. Reyes se opuso abiertamente a la intervención Norteamericana y la calificó siempre como una abierta violación a la soberanía, y al derecho del pueblo panameño a resolver de propia cuenta sus problemas internos, posterior a la invasión es derrocado Manuel Antonio Noriega y se restauran las condiciones para la reapertura del Diario La Prensa que vuelve a circular a partir del 8 de enero de 1990, Reyes se desempeñará a partir de entonces distintos puestos inicialmente como Editor de la sección Revista, luego como Editor de Nacionales, Para 1992 se crea la Unidad Investigativa del diario y a Reyes se le nombra Editor de la misma, cargo que desempeñara hasta el 23 de septiembre de 2001 cuando se le designa para el cargo de Defensor del Lector del Diario, puesto que ocupara por espacio de dos años.
Producto de fuertes quebrantos de salud Reyes se ve obligado a aminorar muchas de sus labores como periodista y escritor, en su último año de vida, sin embargo siempre mantuvo esa inquietud hasta su fallecimiento el 27 de octubre de 2005.

## Libros publicados
- Historia de San Miguelito (Panamá, 1981)
- Cuentos de la vida (INAC, Panamá, 1984)
- Apuntes panameños de municipalidad (compilación, 1986)
- Cuentos en la noche del mar (Panamá, 1988)
- La prensa: un diario sin dueño, junto con I. Roberto Eisenmann Jr. (Panamá, 2005)
- Su obra teatral Monólogo de la muerte fue llevada a escena en octubre de 1987 por Danny Calden.

- Datos: Q5732774